# Pandemia de COVID-19 na Coreia do Sul
O primeiro caso confirmado da pandemia da doença por coronavírus em 2019–2020 (COVID-19) na Coreia do Sul foi anunciado em 20 de janeiro de 2020. Em 19 de fevereiro, o número de casos confirmados aumentou em 20 e em 20 de fevereiro em 58 ou 70, totalizando 346 casos confirmados em 21 de fevereiro de 2020, de acordo com o Centros de Controle e Prevenção de Doenças da Coreia do Sul (KCDC), com o salto repentino atribuído principalmente ao "Paciente 31", que participou de uma reunião na Igreja Shincheonji de Jesus o Templo do Tabernáculo do Testemunho, em Daegu. Em 24 de fevereiro de 2020, havia mais casos na Coreia do Sul do que as quase 700 infecções no navio de cruzeiro Diamond Princess. Em 27 de fevereiro de 2020, a Coreia do Sul teve 13 mortes e cerca de 2.000 infecções, a maior após a China.